# Pontiac Ventura
La Ventura è un'autovettura prodotta dalla Pontiac dal 1960 al 1977.

## Il contesto
Il nome del modello derivava dalla parola italiana "bonaventura" nella sua accezione letterale, vale a dire "buona ventura", cioè "buona fortuna". Inoltre, "Ventura" è anche il nome di due città degli Stati Uniti.
La Ventura fu prodotta in due serie. La prima generazione, assemblata dal 1960 al 1970, faceva parte della categoria di full-size, mentre la seconda, prodotta dal 1971 al 1977, apparteneva alla tipologia di compact. Tutti gli esemplari prodotti della Ventura avevano il motore installato anteriormente e la trazione posteriore.

## La prima serie: 1960–1970
La Ventura è stata introdotta nel 1960. Questa prima serie del modello apparteneva alla categoria full-size, ed era assemblata sulla versione corta del pianale B della General Motors, che condivideva con la Pontiac Catalina.
Questa generazione di Ventura era disponibile in versione berlina quattro porte e coupé hardtop due porte. Il modello possedeva un aspetto esterno unico, dei copricerchioni speciali e dei sedili rivestiti in un tessuto Morrokide a tre colori. Questo tessuto era un'esclusiva Pontiac e corrispondeva, in sostanza, ad una finta pelle.
Nel 1961 la Ventura continuò ad essere un modello a sé stante, ma dal 1962 al 1970 la vettura venne retrocessa ad un allestimento della Catalina. Questo allestimento era caratterizzato dall'avere degli interni più lussuosi e ricercati rispetto a quelli delle Catalina regolari. Questi modelli, sebbene appartenenti alla gamma della Catalina, erano però contrassegnati come Ventura. Gli allestimenti Ventura ed Executive vennero tolti dal mercato dal 1971, e furono sostituiti dalla Catalina Brougham.

## La seconda serie: 1971–1977
Nel 1971 il nome "Ventura" venne associato ad un nuovo modello compact basato sul pianale X della General Motors, che condivideva con la simile Chevrolet Nova. Questa nuova generazione della Ventura venne assemblata a Van Nuys, in California. La produzione della Ventura II, così era anche chiamata questa seconda serie del modello, ebbe luogo dal 1971 al 1977. Il suffisso "II" fu tolto dopo il 1972, ed il modello venne sostituito dalla Phoenix nel 1978.
Il ventaglio di motorizzazioni offerte per il model year 1971 includeva un sei cilindri in linea Chevrolet da 4,1 L di cilindrata ed un V8 Chevrolet da 5 L. Quest'ultimo fu l'unica scelta disponibile per l'allestimento Sprint. Nel 1972 venne introdotto un V8 Pontiac da 5,7 L e carburatore doppio corpo. Esso fu il propulsore V8 base per il biennio 1973/74. Il cambio offerto di serie era manuale a tre rapporti con leva sul piantone dello sterzo,  mentre erano disponibili tra gli optional altri tre tipi di trasmissioni. Tra esse, erano presenti un cambio manuale a quattro rapporti, una trasmissione automatica a due rapporti (con il motore a sei cilindri) e la Turbo Hydra-Matic automatica a tre velocità, che era offerta sui V8. La Ventura del 1973 con motore a sei cilindri fu l'ultima Pontiac ad avere installato un cambio automatico a due rapporti. Esso era una versione del cambio Powerglide della Chevrolet ottenuta tramite badge engineering. Questo cambio fu tolto da tutti i modelli General Motors dopo questo model year in favore del cambio Turbo Hydra-Matic.
Il pacchetto opzionale Ventura Sprint fu offerto sui modelli a due porte dal 1971 al 1975. Esso comprendeva un cambio a tre rapporti con leva sul pavimento ed il motore da 5,7 L. Inoltre era dotato di specchietti retrovisori in tinta, tappetini speciali, tappezzeria in vinile, sedili a divanetto oppure avvolgenti Strato, volante speciale, calandra nera e ruote più larghe.
A metà del 1972, la Pontiac introdusse la Ventura SD. Era a tiratura limitata e venne lanciata solo in California meridionale per contrastare l'offensiva commerciale delle berline di lusso d'importazione, che all'epoca stavano invadendo il mercato statunitense. L'allestimento SD comprendeva sedili avvolgenti Strato, un volante speciale, ruote di derivazione rallistica e sospensioni speciali.
Nel 1974 il nome GTO venne trasferito dalla LeMans alla Ventura. Questo allestimento GTO aveva in dotazione il motore V8 Pontiac da 5,7 L di cilindrata. Inoltre, era installato un carburatore quadruplo corpo che permetteva al propulsore di erogare 200 CV di potenza. In aggiunta, la GTO era dotata di una presa d'aria funzionale, di ruote di derivazione rallistica e di luci speciali montate sulla calandra. La GTO fu tolta dal mercato nel 1975 insieme al motore V8 da 5,7 L.
Nel 1975, in occasione del restyling operato dalla General Motors sui propri modelli compact, venne introdotta la Ventura SJ. Con questo restyling furono modificati la linea del tettuccio, le sospensioni ed i freni. La Ventura SJ era in sostanza un'interpretazione americana delle berline di lusso europee. La Pontiac fece un'operazione simile con la Grand Am nel 1973, e decise di lanciare la SJ anche per contrastare la Ford Granada e la Mercury Monarch, entrambe introdotte sul mercato per competere con i modelli Mercedes-Benz e Audi. La Ventura SJ includeva inoltre degli interni migliori, una consolle centrale aggiornata ed una strumentazione di tipo rallistico.
Dal 1976 al 1977 sulla Ventura vennero operati cambiamenti minori. Tra essi, ci fu la revisione della calandra e delle luci posteriori. Nel 1976 fu introdotto il motore V8 Diesel Oldsmobile da 4,3 L di cilindrata. Il motore Chevrolet da 4,1 L a sei cilindri venne sostituito, come motore base, da un propulsore V6 Buick da 3,8 L. Nell'occasione, tra le opzioni, fu introdotto il motore V8 Chevrolet da 5 L.
All'inizio del model year 1977 la Ventura SJ era collocata al top della gamma del modello, ma a metà dell'anno citato essa fu sostituita dalla Phoenix, che era dotata di una calandra centrale peculiare e da fanali anteriori rettangolari. Inoltre, la Phoenix possedeva interni più lussuosi di quelli delle Pontiac basate sul pianale X della General Motors. In altre parole, la Phoenix fu essenzialmente un'evoluzione della Ventura, similmente alla Chevrolet Concours che era imparentata con la più semplice e spartana Nova.
Nel 1978 il nome Ventura fu tolto dal mercato e tutti i modelli basati sul pianale X vennero venduti sotto il nome "Phoenix".

## La Ventura nei media
Una Pontiac Ventura è stata utilizzata dallo stuntman Bill Hickman in una scena d'inseguimento nel film Squadra Speciale.